# Tóth Ferenc (bányász)
Tóth Ferenc (1918–1988) olajbányász, az Országos Kőolaj- és Gázipari Tröszt Dunántúli Kutató- és Feltáróüzemének vezető fúrómestere.
1970-ben – 32 év munkaviszony után, Vad János munkatársával megosztva – megkapta a Magyar Népköztársaság Állami Díjának III. fokozatát, az indoklás szerint „a szénhidrogén-kutatás technológiájának fejlesztésében végzett gyakorlati tevékenységéért”.

## Élete
1970-ben a gellénházai Olajos lakótelep egyik ikerházában élt. A helyi pártszervezet vezetőségi tagja volt.
Egy fia és egy lánya van, mindketten az Országos Kőolaj- és Gázipari Trösztnél dolgoztak.

## Díjai
1948-ban a Magyar Munka Érdemrend bronz fokozatával, 1956-ban a Munka Érdeméremmel és a Szakma Kiváló Dolgozója díjjal tüntették ki. 1960-ban a Bányász Szolgálati Érdemérem bronz fokozatával, 1968-ban az ezüst fokozattal, 1975-ben az érdemérem arany fokozatával ismerték el. 1970-ben megosztott Állami Díjat kapott Vad Jánossal.